# Kevin Inkelaar
Kevin Inkelaar (8 luglio 1997) è un ciclista su strada olandese che corre per il team Unibet Tietema Rockets; scalatore, è professionista dal 2020.

## Palmarès
- 2018 (Polartec-Kometa, una vittoria)

1ª tappa Giro della Valle d'Aosta (Rhêmes-Saint-Georges > Rhêmes-Notre-Dame)
- 2019 (Équipe Continentale Groupama-FDJ, una vittoria)

2ª tappa Giro della Valle d'Aosta (Aymavilles > Valsavarenche)

### Altri successi
- 2017 (Lotto Soudal U23)

1ª tappa Okolo Jižních Čech (Jindřichův Hradec, cronosquadre)
- 2019 (Équipe Continentale Groupama-FDJ)

Classifica a punti Giro della Valle d'Aosta

## Piazzamenti

### Grandi Giri
- Vuelta a España

2020: 137º

### Classiche monumento
- Liegi-Bastogne-Liegi

2020: 90º